# Марко Блажић
Марко Блажић (Младеновац, 2. август 1985) је српски фудбалер, који игра на позицији везног играча.

## Каријера
Каријеру је почео у екипи Младеновца, наступајући у другом рангу такмичења. Једну сезону је играо за Полет из Миросаљаца, да би затим прешао београдски Раднички, у чијем дресу је дебитовао у највишем рангу такмичења, тадашњој Првој лиги Србије и Црне Горе. Након полусезоне у Радничком, вратио се у Младеновац, а током зимског прелазног рока сезоне 2005/06. је прешао у Чукарички. Са овом екипом је годину и по дана наступао у другом рангу такмичења, након чега је изборен пласман у Суперлигу Србије, у којој је први пут заиграо у сезони 2007/08.
У фебруару 2008. године, Блажић и његов саиграч из Чукаричког, Павле Нинков, су потписали четворогодишњи уговор са Црвеном звездом. Блажић је наредне три године био играч Црвене звезде и учествовао је у освајању Купа Србије за сезону 2009/10. У јануару 2011. је тужио клуб због шестомесечних дуговања.
Након раскида уговора са Црвеном звездом, у марту 2011. је потписао за словачки Ружомберок. Лета исте године је прешао у руског премијерлигаша Амкар из Перма. У фебруару 2013. је потписао за Бунјодкор, са којим исте године осваја дуплу круну у Узбекистану. Након тога је играо у Казахстану за Атирау. Први део такмичарске 2015/16 је провео у Радничком из Ниша. У јануару 2016. је потписао за грчког прволигаша АЕЛ Калони. У Грчкој је остао четири и по године, а играо је још и за за Ламију (2016–2019) и Аполон Смирнис (2020–2021).
У октобру 2020. се вратио у српски фудбал и потписао уговор са београдским Радом. Две сезоне је провео у Раду након чега је потписао за ИМТ.

## Трофеји

### Црвена звезда
- Куп Србије (1) : 2009/10.

### Бунјодкор
- Првенство Узбекистана (1) : 2013.
- Куп Узбекистана (1) : 2013.